# XTree
XTree è stata un'applicazione software per la gestione dei file (file manager) in ambiente DOS. È stata sviluppata da Executive Systems e venne pubblicata il 1º aprile 1985 divenendo subito molto popolare.
Nel 1989 fu pubblicata la versione XTree Gold che conteneva già diversi elementi grafici e menù a tendina.
Tra le tante alte prestazioni che l'applicazione forniva vi erano: la velocità di esecuzione, il particolare supporto di compressione file, il ripristino di file cancellati (undelete), la minima memoria richiesta (640 Kb), il formato esadecimale dei file, le visualizzazioni dei file e delle loro dimensioni.
Da tener presente che la versione 3.0 di Windows deve molto a XTree. Il File Manager di Windows era vagamente similare a quello di XTree ma ne mancava la velocità di esecuzione, le scorciatoie da tastiera, la potenza.
È stata comunque la massiccia diffusione (gratuita) di Microsoft Windows che decretarono il declino di XTree.
Nel 1992 è stata pubblicata la versione XTree for Windows la quale però si è rivelata una catastrofe per la XTree Company. L'applicazione era stata snaturata dalle sue prestazioni originali.
La XTree Company fu venduta alla Central Point Software la quale a sua volta fu ceduta nel 1994 alla Symantec. Lo sviluppo di XTree terminò nel 1995.
L'applicazione divenne comunque un mito, soprattutto sulla rete, tanto che molti appassionati svilupparono diverse versioni clone che lavorano con i moderni sistemi operativi.